# Allison Randal
Allison Randal es una desarrolladora y autora de software. Fue la arquitecta principal de la máquina virtual Parrot, miembro de la junta directiva de The Perl Foundation, directora de la Python Software Foundation de 2010 a 2012, y presidenta de la Parrot Foundation. También es la desarrolladora principal de Punie, el software que permitía portar código desde Perl 1 a Parrot. Es coautora de Perl 6 y Parrot Essentials y las Sinopsis de Perl 6. Fue empleada por O'Reilly Media. Desde agosto de 2010 hasta febrero de 2012, Randal fue la arquitecta técnica de Ubuntu en Canonical.
En 2009, Randal fue presidenta de la Convención O'Reilly de código abierto (OSCON). Fue elegida integrante de la Python Software Foundation en 2010.
A 2020, es directora de Open Source Initiative y fue su presidenta entre 2015 y 2017, asumiendo y devolviendo el cargo a Simon Phipps. También es integrante de la junta directiva de la Fundación OpenStack.